# Эдочи, Юл
Юл Чибуке Даниэль Эдочи (род. 7 января 1982) — нигерийский актёр, названный в честь американского актёра Юла Бриннера.
Родом из штата Анамбра, сын нигерийского актёра Пита Эдочи. Провел детство в Лагосе и Энугу, был младшим из шести детей в семье. Учился в Университете Порт-Харкорта, где получил степень бакалавра искусств

## Карьера
В 2005 начал свой путь в Нолливуде с фильма The Exquires. С 2007, после съемок с Наджи Женевьева в Wind Of Glory берет перерыв.
В 2015 открыл киноакадемию в Лагосе для продвижения молодых звезд Нолливуда.

## Политические взгляды
Юл Эдочи заявил о своем намерении баллотироваться в губернаторы штата Анамбра 14 июля 2017 года. Заявление было сделано в преддверии прохождения в парламенте закона, снижающего минимально допустимый возраст для кандидатов на выборные должности. Однако официально о выдвижении было лишь в августе 2017, когда Народный Демократический Конгресс одобрил его кандидатуру.